# Аутауга (окръг, Алабама)
Окръг Аутауга (на английски: Autauga County) е окръг в щата Алабама, Съединени американски щати. Площта му е 1564 km², а населението – 55 049 души (2016). Административен център е град Пратвил.